# ولاية أرزنجان
وِلَايَةُ أَرْزِنْجَانَ (بالتركية: ارزنجان ولایت/Erzincan ili) هي إحدى محافظات تركيا تقع في شرق تركيا. عاصمتها مدينة أرزنجان تبلغ مساحتها 11,974 كم2 ويبلغ عدد سكانها 316,841 نسمة كما يبلغ معدل الكثافة السكانية 26/كم2.
ترجع شهرة المحافظة بفضل جبنتها الشهيرة التي تسمى «تولم بنين» في اللغة التركية. فارزتاد كاسنجى دكتور أسنان أمريكى الذي يعد من رواد الجراحة البلاستيكية من مواليد هذه المحافظة، وأيضا رئيس البرلمان التركي ابن علي يلدرم من مواليد هذه المحافظة.
من أقضيتها: كماخ، كمالية ‏، رفاهية ‏، ترجان ‏، جايرلة ‏.

## شخصيات بارزة
- ابن علي يلدرم
- حمدي أولوكايا